# Hadas (Puhó)
Hadas (szlovákul Hoštiná) Puhó városrésze, egykor önálló település Szlovákiában, a Trencséni kerületben, a Puhói járásban.

## Fekvése
A városközponttól 8 km-re északra fekszik.

## Története
Fényes Elek 1851-ben kiadott geográfiai szótárában így ír a faluról: „Hostina, tót falu, Trencsén vmegyében, Pucho fiókja: 52 kath., 361 evang. lak.”
1910-ben 485, túlnyomórészt szlovák lakosa volt. A trianoni békéig Trencsén vármegye Puhói járásához tartozott.
1970-ben 394 szlovák lakta. A 20. század végén csatolták Puhóhoz.

## Külső hivatkozások
- Hadas Szlovákia térképén

## Lásd még
- Puhó
- Bélagyertyános
- Bezdédfalva
- Felsőkocskóc
- Igricke
- Vágormos